# Гашин, Владимир Михайлович
Владимир Михайлович Гашин — советский хозяйственный и политический деятель.

## Биография
Родился в 1921 году в селе Озябликово. Член КПСС.
Окончил радиофизический факультет Горьковского государственного университета.
В 1941—1945 гг. — воспитатель в ремесленном училище № 5, рядовой рабочей колонны № 1724, нормировщик цеха завода «Красная Этна», преподаватель ремесленного училища № 6, мастер, начальник цеха Горьковской макаронной фабрики.
В 1949—1951 гг. — инженер в Горьковском научно-исследовательском приборостроительном институте.
В 1951—1960 гг. — секретарь парткома ГНИПИ; второй, первый секретарь Ворошиловского райкома КПСС города Горького, первый секретарь Приокского райкома КПСС города Горького.
В 1960—1963 гг. — начальник ОКБ, директор Горьковского завода «Орбита».
В 1963—1976 гг. — директор Горьковского завода им. М. В. Фрунзе.
В 1976—1983 гг. — генеральный директор Горьковского НПО радиоизмерительной техники (ГНИПИ) «Кварц».
Умер в 1994 году в Нижнем Новгороде.

## Награды
- Орден Ленина
- Орден Октябрьской Революции
- Орден Трудового Красного Знамени (дважды)
- Орден Знак Почёта